# لي أيومي
لي أيومي، والمعروفة مهنيًا بإسم أيومي في كوريا الجنوبية ويومي إيتو في اليابان (بالكورية: 아유미)‏ هي مغنية وممثلة وشخصية تلفزيونية كورية جنوبية، ولدت يوم 25 أغسطس 1984 في توتوري في اليابان.

## روابط خارجية
- إيكونيك على موقع IMDb (الإنجليزية)
- إيكونيك على موقع ميوزك برينز (الإنجليزية)
- إيكونيك على موقع أول ميوزيك (الإنجليزية)
- إيكونيك على موقع ديسكوغز (الإنجليزية)
- إيكونيك على موقع قاعدة بيانات الفيلم (الإنجليزية)